# Parochodaeus pectoralis
Parochodaeus pectoralis là một loài bọ cánh cứng trong họ Ochodaeidae. Loài này được LeConte miêu tả khoa học đầu tiên năm 1868.